# Cecilie Stenspil
Cecilie Maria Stenspil (født 22. oktober 1979 i Glostrup) er en dansk skuespiller uddannet fra Skuespillerskolen ved Odense Teater i 2006. 
Hun har haft hovedroller i en stor række forestillinger på flere danske teatre, blandt andre Det Kongelige Teater, Århus Teater, Odense Teater og på Folketeatret og hun har indspillet flere film og tv-serier, som bl.a. Livvagterne og Badehotellet. Desuden har hun lagt stemme til en enorm række tegnefilmsproduktioner.

## Karriere
Som barn var hun elev på børneteatret Eventyrteatret i 5 år. Siden hun var 10 år gammel, har hun lagt stemme til forskellige tegnefilm og tegnefilmsserier. Herudover har hun indtalt en række lydbøger, bl.a. Lene Kaaberbøls Skyggeporten.
I 2009 fik hun debut foran kameraet som hovedrolleindehaver i Livvagterne.
Hun spiller Fru Helene Aurland i alle afsnittene af Badehotellet på TV 2. 
Cecilie Stenspil modtog 21. december 2010, på Ove Sprogøes 91-års fødselsdag, Ove Sprogøe Prisen på 30.000 kr. Udover nævnte pris har hun modtaget Poul Reumerts æreslegat, Prins Henriks legat og Tagea Brandts rejselegat.
I 2017 medvirkede hun i Peter Langdals Efter brylluppet sammen med bl.a. Kasper Leisner  og Barbara Moleko.

## Privat
Stenspil er datter af pædagogen Lisbeth Stenspil og Børge Krogh Samuelsen. Hun er storesøster til Simon Stenspil og er halvt færing.
Hun danner pr.  2013 par med skuespilleren Troels Lyby. De blev sammen forældre i august 2018, og igen i august 2020. Parret blev gift i 2022.

## Teater
- 2016 Aarhus Teater: Fornuft og følelse – Marianne Dashwood
- 2013 Det Kongelige Teater, Ulvedalene: Robin Hood – Lady Marian
- 2013 Forum København: Hey Jude Teaterkoncert
- 2012 Folketeatret: Bang og Betty – Betty Nansen
- 2012 Grønnegårds Teatret: Educating Rita – Rita Susan White
- 2012 Nørrebro Teater: Next to Normal – Diana Goodman
- 2011 Det Kongelige Teater: Mågen – Nina
- 2010 Det Kongelige Teater: My Fair Lady – Eliza Doolittle
- 2009 Odense Teater: Breaking the Waves – Bess
- 2007 Odense Teater: Guitaristerne – Kim
- 2007 Odense Teater: Troldmanden fra Oz – Dorothy
- 2007 Odense Teater: Peter Pan – Wendy
- 2006 Odense Teater: Erasmus Montanus – Lisbed
- 2006 Odense Teater: Et juleeventyr – Bella

## Filmografi

### Film
| År   | Film                                 | Rolle        | Noter      |
| ---- | ------------------------------------ | ------------ | ---------- |
| 2010 | To på flugt - Et hårrejsende eventyr | Rapunzel     | Som stemme |
| 2015 | Eventyret om Askepot                 | Askepots mor | Som stemme |
| 2015 | Lang historie kort                   | Eva          |            |
| 2015 | Inderst inde                         | Glæde        | Som stemme |
| 2019 | Kollision                            | Olivia       |            |
| 2024 | Inderst inde 2                       | Glæde        | Som stemme |

### Tv-serier
| År        | Film               | Rolle              | Noter      |
| --------- | ------------------ | ------------------ | ---------- |
| 2001      | Totally Spies      | Alex               | Som stemme |
| 2004      | Winx Club          | Stella             | Som stemme |
| 2007      | Total Drama Island | Courtney           | Som stemme |
| 1998-2005 | Powerpuff Pigerne  | Bellis, Div Roller | Som stemme |
| 2000      | X-Men: Evolution   | Jean               | Som stemme |
| 2008      | Dinosapien         | Lauren             | Som stemme |
| 2009      | Livvagterne        | Jasmina El-Murad   |            |
| 2013-nu   | Badehotellet       | Helene Aurland     |            |

### Videospil
| År   | Spil                      | Rolle           | Noter                                                 |
| ---- | ------------------------- | --------------- | ----------------------------------------------------- |
| 2020 | Assassin's Creed Valhalla | Kvindelig Eivor | Som stemmeog som krop til den animerede hovedkarakter |